# Jerzy Podgórski

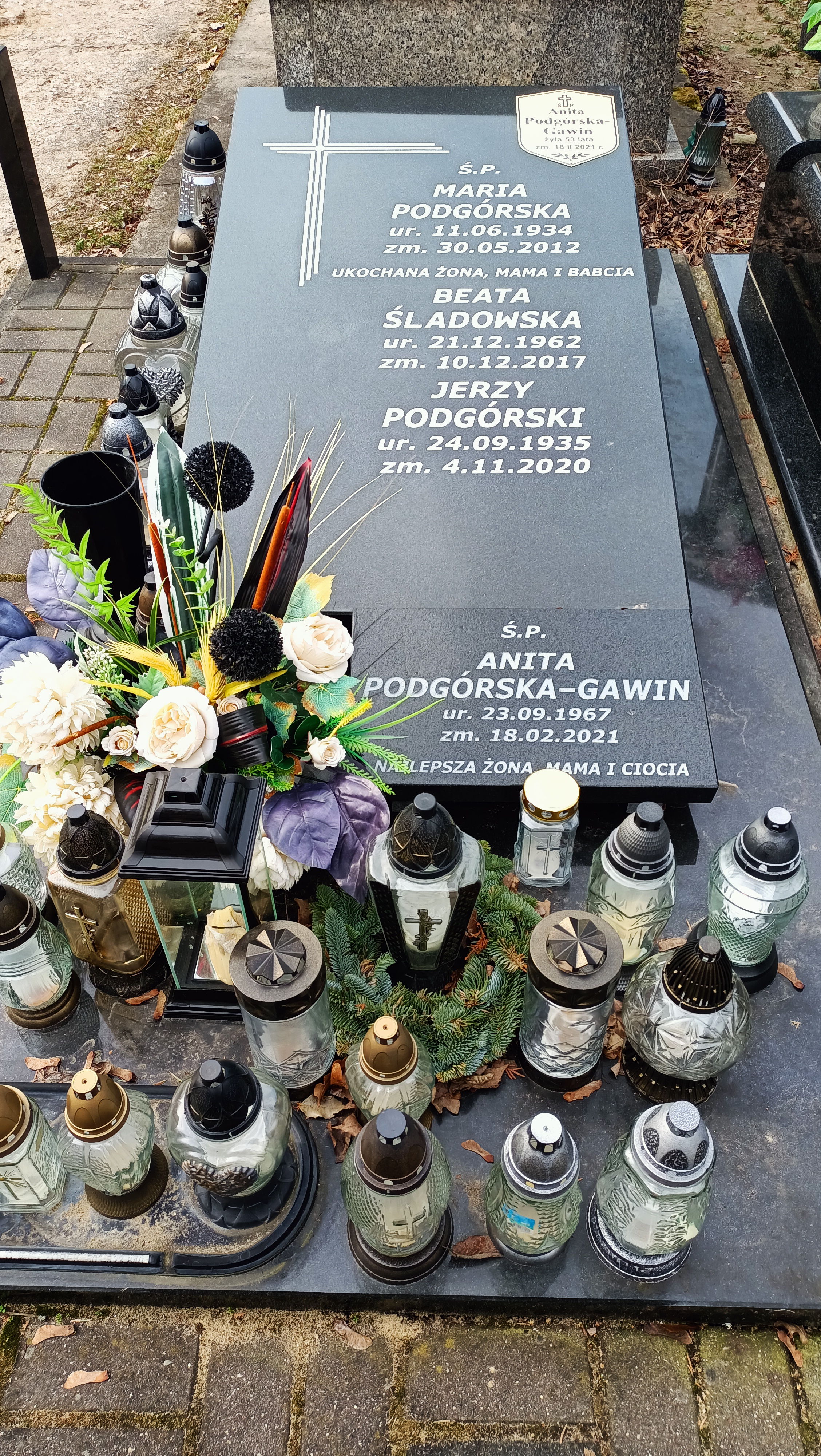
Grób Jerzego Podgóskiego na cmentarzu Bródnowskim w Warszawie

Jerzy Marian Podgórski (ur. 24 września 1935 w Warszawie, zm. 4 listopada 2020 w Halinowie) – polski działacz partyjny i państwowy, inżynier mechanik, podsekretarz stanu w Urzędzie Gospodarki Materiałowej (1983–1985) oraz Ministerstwie Gospodarki Materiałowej i Paliwowej (1985–1987).

## Życiorys
Syn Franciszka i Stanisławy. W 1953 ukończył Liceum Ogólnokształcące w Tomaszowie Mazowieckim, w 1959 Wydział Mechaniczny Politechniki Krakowskiej. Ponadto zaliczył dwuletnie Studium Nauk Społecznych przy KW PZPR w Krakowie (1966) oraz studia podyplomowe na Akademii Ekonomicznej w Krakowie (1975). W latach 1951–1956 należał do Związku Młodzieży Polskiej. Od 1960 członek Polskiej Zjednoczonej Partii Robotniczej, był sekretarzem ds. propagandy w Komitecie Zakładowym i członkiem Komisji Propagandy Komitetu Dzielnicowego PZPR Kraków-Grzegórzki.
Pracował w Zakładach Przemysłu Cukierniczego „Wawel”, gdzie do 1965 był głównym mechanikiem. Następnie wicedyrektor ds. technicznych kolejno w Krakowskich Zakładach Metalowych (1965–1967), Zakładach Budowy Maszyn Drogowych „Madro” w Krakowie (1967–1971) oraz Zakładach Budowy Maszyn i Aparatury im. Stanisława Szadkowskiego (1971–1975). Od 1977 do 1981 dyrektor Departamentu Techniki w Ministerstwie Przemysłu Maszyn Ciężkich i Rolniczych, od 1981 do 1982 wicedyrektor Departamentu Rozwoju i Techniki w Ministerstwie Hutnictwa i Przemysłu Maszynowego. Następnie do 1983 kierował Zrzeszeniem Przedsiębiorstw Budowy Maszyn, Urządzeń i Kompletnych Obiektów Przemysłowych „Chemakop” w Warszawie. Zajmował stanowisko podsekretarza stanu w Urzędzie Gospodarki Materiałowej (w randze ministerstwa; czerwiec 1983–listopad 1985) oraz Ministerstwie Gospodarki Materiałowej i Paliwowej (listopad 1985–październik 1987).
Pochowany na Cmentarzu Bródnowskim w Warszawie.